# Teatre Mariïnski
El Teatre Mariïnski (en rus: Марии́нский теа́тр), que també va ser conegut formalment com a Teatre d'Òpera i Ballet Kírov (1935-1992) i com a Acadèmia Nacional d'Òpera i Ballet (1920-1935), és un teatre històric d'òpera i ballet situat a Sant Petersburg, Rússia. És seu del Ballet Mariïnski, al qual està associada l'Acadèmia Vaganova de Ballet. Deu el seu nom a Maria Aleksàndrovna. Durant l'era soviètica es va conèixer amb el nom de Teatre Kírov en honor del polític soviètic Serguei Kírov. A partir de l'any 1992 va tornar a utilitzar-se el seu nom original.
Va ser construït entre 1859 i 1860 per l'arquitecte Alberto Cavos, inspirat en el treball de Gottfried Semper, en particular l'Òpera de Dresden. Des del retir de Iuri Temirkànov l'any 1988, el mundialment famós director Valeri Guérguiev hi treballa com a director general.
Al Mariïnski estan lligats els millors èxits de l'òpera i el ballet russos. La seua companyia de dansa va ser dirigida per Màrius Petipà (1818-1910), que hi va crear la coreografia per a més de seixanta ballets. En el seu escenari han actuat els més destacats artistes russos d'òpera i ballet, entre ells els cantants Fiódor Xaliapin i Leonid Sóbinov, els ballarins Vàtslav Nijinski, Anna Pàvlova, Tamara Karsàvina, Matilda Kxessínskaia, Olga Spessívtseva, Galina Ulànova, Natàlia Dudínskaia i molts altres.

## Origen

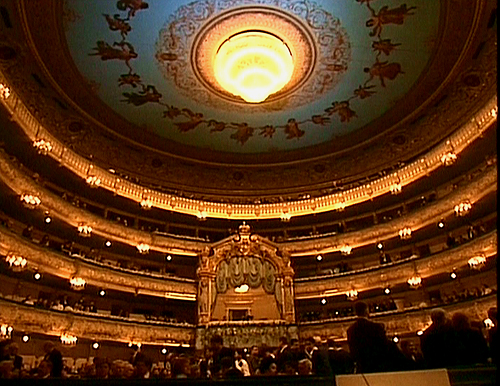
Interior del teatre

L'any 1783, per iniciativa de Caterina la Gran, es va establir el Teatre Imperial d'òpera i ballet de Sant Petersburg, tot i que a la cort hi havia hagut una companyia italiana de ballet des de les primeries del segle xviii. Inicialment, les representacions d'òpera i ballet van tenir lloc al Teatre Karl Knipper, un edifici de fusta situat en el prat de Tsaritsa, prop de l'actual Pont Tripartit, també conegut com a Teatre Mali ('petit'). El Teatre Hermitage, annex al Palau d'Hivern, era utilitzat per acollir representacions dirigides a una audiència elitista, d'invitats aristocràtics de l'Emperadriu.
Posteriorment l'arquitecte Antonio Rinaldi va dissenyar un nou edifici per a la companyia d'òpera i ballet, que es va inaugurar l'any 1783. Conegut com a Gran Teatre Imperial Kàmenni, va ser situat a la plaça del teatre. Ambdós noms li van ser adjudicats per a distingir-lo del petit teatre de fusta: kàmenni és el mot rus per a 'petri' i bolxoi significa 'gran'. L'any 1836, el Bolxoi Kàmenni va ser renovat amb un nou disseny d'Alberto Cavos (fill de Catterino Cavos, un compositor d'òpera), i va servir com a teatre principal de l'òpera i ballets imperials.
El 29 de gener de 1849, es va inaugurar el circ eqüestre a la plaça del teatre. També era obra de l'arquitecte Cavos. L'edifici va ser dissenyat per a poder ser utilitzat també com a teatre. Disposava d'una estructura de fusta en el llavors popular estil neobizantí. Deu anys després, quan el circ es va cremar, Cavos el va reconstruir com a teatre d'òpera i ballet, amb l'escenari més gran que hi havia a l'època en tot el món. Amb una capacitat de 1.625 localitats assegudes i la clàssica estructura de teatre italià en forma d'U, el teatre es va inaugurar el 2 d'octubre de 1860 amb una representació de l'òpera Una vida pel tsar. El nou teatre va ser anomenat Mariïnski, en honor de la seva reial patrocinadora, l'emperadriu Maria Aleksàndrovna.

## Història destacada

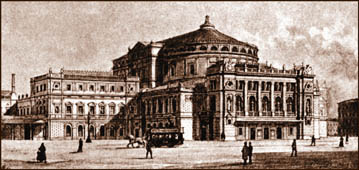
Vista del Teatre Mariïnski en la dècada del 1890.

El Teatre Imperial Mariïnski i el seu predecessor, el teatre Bolxoi Kàmenni, van ser l'escenari de les estrenes de moltes òperes de Glinka, Mússorgski i Txaikovski. Per iniciativa del director teatral Ivan Vsévolojski, tant el Ballet Imperial com l'Òpera Imperial van ser traslladades al Teatre Mariïnski l'any 1886, perquè el Teatre Bolxoi Kàmenni es considerava insegur. Durant els anys següents, el coreògraf Màrius Petipà hi va presentar moltes de les seues obres mestres, incloent-hi algunes de les pedres de toc del repertori de ballet com ara La Bella Dorment l'any 1890, El trencanous l'any 1892, Raymonda l'any 1898, i la recuperació definitiva d'El llac dels cignes (amb Lev Ivànov) l'any 1895.
El primer ballet original en produir-se al Mariïnski va ser La píndola màgica, amb coreografia de Petipà i música de Léon Minkus.
El teatre ha vist les estrenes absolutes de Borís Godunov de Mússorgski, El gall d'or de Nikolai Rimski-Kórsakov, La dama de piques i Iolanta de Txaikovski, Romeu i Julieta i La ventafocs de Prokófiev, i Spartacus d'Aram Khatxaturian.
El teatre, tant en l'etapa imperial com en la soviètica, va comptar amb destacats empresaris, directors i intèrprets. L'Acadèmia Vagànova de ballet rus, escola de ballet del Mariïnski, va llançar les carreres de Matilda Kxessínskaia, Olga Preobrajénskaia, Anna Pàvlova, Tamara Karsàvina, Vàtslav Nijinski, Marina Semiónova, George Balanchine, Galina Ulànova, Rudolf Nuréiev, Natàlia Makàrova, Mikhaïl Baríxnikov, Irina Kolpakova, Altinai Assilmuràtova, Liubov Iegórova i, en temps més recents, a ballarins de la categoria de Diana Vixniova i Svetlana Zakhàrova.

## El Mariïnski en l'actualitat
Sota Iuri Temirkànov, director titular des de 1976 a 1988, la companyia d'òpera va continuar escenificant produccions innovadores d'òpera russa, tant de repertori com contemporània. No obstant això, des de l'any 1988, sota la direcció artística de Valeri Guérguiev, la companyia ha engegat una nova era d'excel·lència artística i creativitat.
Tot i que el funcionament de les companyies d'òpera i ballet és independent, ambdues estan dirigides per Guérguiev, com a director artístic del Teatre. El seu lligam amb el teatre data de l'any 1988 i, especialment des de 1993, el seu impacte sobre la companyia d'òpera ha estat enorme. En primer lloc va reorganitzar el funcionament de la companyia, i va establir lligams amb els millors teatres d'òpera del món, incloent-hi la Royal Opera House, Covent Garden, el Metropolitan Opera, l'Opéra Bastille, La Scala, La Fenice, l'Òpera de Tel-Aviv, la Washington National Opera i l'Òpera de San Francisco. Avui dia, la companyia d'òpera del Mariïnski fa gires regularment per aquestes ciutats.
Guérguiev també ha introduït innovacions pel que fa al tractament de l'òpera russa: l'any 1989 va programar un festival amb la integral de l'obra operística de Mússorgski. De manera similar, la majoria de les òperes de Prokófiev han estat representades des de finals de la dècada del 1990. Les òperes de compositors estrangers van començar a representar-se en la seva llengua original, el que va contribuir a la incorporació del Mariïnski als estàndards internacionals. L'any 1993 va encetar-se el Festival Anual Estrelles de les Nits Blanques, que ha posat al Mariïnski en l'agenda cultural internacional. Aquell any, com a record de l'origen imperial del teatre, va haver-hi una representació commemorativa de La forza del destino, de Verdi, que havia estat estrenada per l'Òpera Imperial de Sant Petersburg l'any 1863, amb els decorats i vestuari original de l'estrena. Des d'aleshores, ha esdevingut una tradició del Festival de les Nits Blanques presentar les novetats de la companyia per a la temporada següent durant aquesta màgica estació, quan les hores de foscor es redueixen al mínim i el solstici d'estiu s'acosta.
Actualment, la Companyia compta amb 22 sopranos (entre les quals potser Anna Netrebko sigui la més coneguda); 13 mezzosopranos (entre les quals Olga Borodinà és familiar per al públic internacional); 23 tenors; 8 barítons; i 14 baixos. Guérguiev encapçala un nombrós equip de direcció i administració.
L'any 2003, l'arquitecte post-modernista Dominique Perrault va guanyar un concurs per al projecte d'una nova seu per al teatre, adjacent a l'edifici original. L'estructura original del teatre serà sotmesa a una completa renovació a partir de la tardor de 2006.